# Heinrich von Köln
Heinrich von Köln, auch genannt Heinrich von Marsberg (* um 1200 in Mühlhausen nahe dem heutigen Marsberg; † 23. Oktober 1229 in Köln) war Theologe, Wissenschaftler, Prediger sowie Gründer und erster Prior des Kölner Dominikanerkonvents Zum heiligen Kreuz.
Heinrich von Marsberg reiste im Jahre 1218 nach Paris, um bis 1219 Theologie zu studieren. Dort begegnete er in dem Jakobinerkloster der Rue Saint-Jacques dem späteren Ordensgeneral und Nachfolger des heiligen Dominikus, Jordan von Sachsen, der sein enger Freund werden sollte, und auf dessen Anregung er in den Dominikanerorden eintrat. Dieser sandte ihn 1221 als ersten Prior zur Gründung eines Dominikanerkonventes nach Köln. Durch sein großes Predigertalent in der augustinischen Tradition verhalf Heinrich von Marsberg dem Kölner Konvent, dessen erste Brüder aus Bologna und Paris kamen, zu großem Aufschwung. Er nahm 1225 am Generalkapital in Bologna und 1229 am Provinzialkapitel teil und verstarb kurz nach seiner Rückkehr in Köln.

## Weblink
- Eintrag in der Online-Datenbank Deutsche Biographie